# Liste deutsch-türkischer Autoren
Die Liste deutsch-türkischer Autoren ist eine Positivliste der in der Wikipedia vorhandenen Autorenartikel. 

## Deutschsprachige Autoren

### A
- İhsan Acar (* 1975), Satiriker
- Mustafa Acar (* 1969), Fachbuchautor, politologische Schriften
- Ayşegül Acevit (* 1968), Erzählerin, Journalistin
- Fitnat Ahrens (* 1963), Fantasyautorin, Lyrikerin, Prosaistin
- Ülkü Akbaba (* 1958), Theaterautorin, Dramaturgin
- Melda Akbaş (* 1991), autobiografische Erzählerin
- Dursun Akçam (1930–2003), Roman- und Sachbuchautor
- Hakan Akçit, Schriftsteller, Kolumnist, literarischer Übersetzer
- Lale Akgün (* 1953), Fachautorin, Erzählerin
- Doğan Akhanlı (1957–2021), Romanautor, Erzähler 1
- Fatih Akin (* 1973), Filmautor
- Bülent Akinci (* 1967), Filmautor
- Sinan Akkuş (* 1970), Filmautor
- İhsan Aksoy (1944–2017), Romanautor, Lyriker, Publizist
- Hatice Aksoy-Woinek (* 1968), Hörspielautorin, Lehrerin an der Gesamtschule Wanne-Eickel
- Mehmet Aktaş (* 1966), Roman-, Filmautor und Journalist
- Levent Aktoprak (* 1959), Dichter
- Hatice Akyün (* 1969), Journalistin, Romanautorin
- Züli Aladağ (* 1968), Filmautor
- Buket Alakuş (* 1971), Filmautorin
- Iris Alanyali (* 1969), Erzählerin, Literaturkritikerin
- Orhon Murat Arıburnu (1918/20–1989), Lyriker 2
- Thomas Arslan (* 1962), Filmautor
- Yılmaz Arslan (* 1968), Filmautor
- Mevlüt Asar (* 1951), Lyriker, Erzähler, literarischer Übersetzer 1
- Kemal Astare (* 1960), Lyriker, Erzähler
- Django Asül (* 1972), Kabaretttexter
- İlhan Atasoy (* 1970), Kabaretttexter, Lyriker, Erzähler, Romanautor 1
- Seyran Ateş (* 1963), Sachbuchautorin
- Canan Atilgan (* 1968), Fachautorin
- Yağmur Atsız (1939–2023), Journalist, Kolumnist, Essayist und Dichter 1
- İmran Ayata (* 1969), Erzähler
- Semiramis Aydınlık (1930–2008), Karikaturistin, Satirikerin, literarische Übersetzerin 1
- Sırrı Ayhan (* 1961), Prosaist
- Esmahan Aykol (* 1970), Kriminalschriftstellerin 3
- Hatice Ayten, Filmautorin

### B
- Aysun Bademsoy (* 1960), Filmautorin
- Yusuf Ziya Bahadınlı (1927–2025), Erzähler
- Melek Baklan (* 1946), Prosaistin
- Güner Yasemin Balcı (* 1975), Romanautorin
- Ertunç Barın (* 1951), Romancier, literarischer Übersetzer
- Judith Sevinç Basad, Journalistin
- Özdemir Başargan (* 1935), Erzähler, Kinderbuchautor
- Tevfik Başer (* 1951), Filmautor
- Deniz Başpınar (* 1972), Hörspielautorin, „Kölümnistin“
- Oya Baydar (* 1940), Erzählerin, Romanautorin
- Fakir Baykurt (1929–1999), Romancier, Erzähler, Lyriker, Kinderbuchautor 2
- Tonguç Baykurt (* 1962), Filmautor
- Nihat Behram (* 1946), Lyriker, Kinderbuchautor, Monografien 2
- Habib Bektaş (* 1951), Lyriker, Erzähler, Kinder- und Jugendbuchautor, literarischer Übersetzer 1
- Miraz Bezar (* 1971), Film- und Theaterautor
- Muammer Bilge (* 1949), Arbeiterdichter
- Şakir Bilgin (* 1951), Erzähler, Kinderbuchautor
- Birand Bingül (* 1974), Erzähler, Romanautor
- Sonja Fatma Bläser (* 1964), Erzählerin
- Hayati Boyacıoğlu (* 1960), Karikaturist, Theaterautor
- Kemal Bozay (* 1969), Sachbuchautor, politologische Schriften
- Metin Buz (* 1960), Germanist, Satiren und Kurzgeschichten

### C
- Myra Çakan, Hörspiel-, Roman- und Cyberpunk-Autorin
- Sabri Çakır (1955–2024), Lyriker, Erzähler 1
- Seher Çakir (* 1971), Lyrikerin, Erzählerin
- Safiye Can (* 1977), Lyrikerin, Dichterin der konkreten und visuellen Poesie, Autorin, literarische Übersetzerin
- Nuran David Çalış (* 1976), Theater- und Drehbuchautor
- Canan und Handan Can (* 1965 bzw. 1968), Erzählerinnen
- Selcuk Cara (* 1969), Schriftsteller, Theater- und Drehbuchautor, Autorenfilmer
- Mustafa Cebe (* 1965), Kinderbuchautor
- Aygen-Sibel Çelik (* 1969), Kinder- und Jugendbuchautorin
- Hıdır Eren Çelik (* 1960), Lyriker, Satiriker, Prosaist, Sachbuchautor
- Neco Çelik (* 1972), Filmautor
- Selahattin Çelik (* 1957), Sachbuchautor, Journalist
- Aysun Cenk (* 1959), Autorin des Erlebnisberichts Herrn Lechleitners Marktlücke
- Fatih Çevikkollu (* 1972), Kabaretttexter, Lyriker
- Savaş Ceviz (* 1965), Filmautor
- Bülent Ceylan (* 1976), Kabarett- und Comedyautor
- Selma Ceylan (* 1956), Erzählerin
- Serap Çileli (* 1966), Sachbuchautorin
- Hasan Çil (* 1966), Biograf
- Zehra Çırak (* 1960), Lyrikerin
- Günfer Çölgeçen (* 1967), Theaterautorin
- Nevfel Cumart (* 1964), Lyriker, literarischer Übersetzer

### D
- Bora Dagtekin (* 1978), Drehbuchautor
- Yıldırım Dağyeli, literarischer Übersetzer
- Güney Dal (* 1944), Romancier 2
- Timuçin Davras (1928–2014), Lyriker
- Gülten Dayıoğlu (* 1935), Kinder- und Jugendbuchautorin, Erzählerin 2
- Molla Demirel (* 1948), Erzähler, Lyriker 1
- Renan Demirkan (* 1955), Erzählerin
- Tunç Denizer (* 1967), Theater- und Comedyautor
- Süleyman Deveci (* 1966), Romancier, Erzähler, Kritiker, Journalist
- Birol Denizeri, Kurzgeschichten
- Seyhan Derin (* 1969), Filmautor
- Hasan Dewran (* 1958), Lyriker, Aphoristiker 1
- Süleyman Deveci (* 1966), Literat, Erzähler, Romancier 1
- Şinasi Dikmen (* 1945), Satiriker, Kabaretttexter
- Fikret Doğan (* 1968), Erzähler, Kabaretttexter
- Serdar Dogan (* 1978), Filmautor
- Şükriye Dönmez (* 1969), Kurzfilmautorin
- Tarek Dzinaj (1962–2004), Erzähler, Romanautor

### E
- İsmet Elçi (* 1964), Romanautor, Erzähler
- Gültekin Emre (* 1951), Lyriker, Chronist 1
- Aydın Engin (1941–2022), Theaterautor, Kolumnist 1
- Hülya Engin, literarische Übersetzerin
- Kenan Engin (* 1974), Politikwissenschaftler
- Osman Engin (* 1960), Romanautor, Satiriker
- Erdoğan Ercivan (* 1962), Publizist im Bereich Prä-Astronautik
- Hüseyin Erdem (* 1949), Erzähler, Film- und Hörspielautor
- Özgen Ergin (* 1947), Romanautor, Erzähler, Lyriker 1
- İsmet Ergün (* 1950), Filmautorin
- Neşet Erol (* 1946), Kinderbuchautor, Dramatiker, literarischer Übersetzer 1
- Nurkan Erpulat (* 1974), Theaterautor
- Muhabbet (* 1984), Musiker, Lyriker
- Aysun Ertan (* 1966), Journalistin, Lyrikerin 1
- Semra Ertan (1956–1982), Schriftstellerin
- Orkun Ertener (* 1966), Drehbuchautor, Prosaist, Glossist
- Abdullah Eryılmaz (* 1958), Erzähler, Liedermacher, Sketchautor
- Aytaç Eryılmaz (* 1952), Erzähler, Sachbuchautor
- Ömer Erzeren (* 1958), Journalist, Biograf, Buchautor

### F
- Metin Fakıoğlu (* 1961), Lyriker
- Yücel Feyzioğlu (* 1946), Kinderbuchautor, Satiriker 1
- Mehmet Fıstık (1944–2009), Pantomime- und Kindertheaterautor
- Füruzan (1932–2024), Reportagen

### G
- Tuncay Gary (* 1971), Schauspieler, Dichter
- Bahattin Gemici (* 1954), Lyriker
- Deniz Göktürk (* 1963), Germanistin, Essayistin, literarische Übersetzerin
- Servet Ahmet Golbol (* 1970), Film- und Hörspielautor
- Sıtkı Salih Gör (* 1936), Erzähler, Lyriker, literarischer Übersetzer 1
- Ayla Gottschlich (* 1982), Dokumentarfilmautorin
- Dinçer Güçyeter (* 1979), Lyriker, Theaterautor und Romanautor
- Halil Gülbeyaz (* 1962), Journalist, Sachbuch- und Romanautor
- Ali Duran Gülçiçek (* 1955), Sachbuchautor, Anekdotensammler
- Suzan Gülfirat (* 1963), Publizistin
- Kübra Gümüşay (* 1988), Bloggerin
- Sülbiye Günar (* 1973), Filmautorin
- Orhan Güner (* 1954), Theaterautor, Dramaturg und literarischer Übersetzter 1
- Baha Güngör (1950–2018), Sachbuchautor
- Dilek Güngör (* 1972), Journalistin, Glossistin, Romanautorin
- Murat Güngör (* 1969), Hip-Hop-Literat
- Metin Gür (* 1939), Sachbuchautor 2
- Halil Güveniş (* 1950), Lyriker, Essayist
- Lütfiye Güzel (* 1972), Poetryslammerin, Lyrikerin, Prosaistin

### H
- Recai Hallaç (* 1962), literarischer Übersetzer
- Murat Ham (* 1975), Roman- und Sachbuchautor, Journalist und Politikwissenschaftler
- Emel Heinreich (* 1962), Theaterautorin

### I
- Çetin İpekkaya (1937–2016), Theaterautor, Librettist
- Zehra İpşiroğlu (* 1948), Filmautorin, Literaturkritikerin, Kinder- und Jugendbuchautorin 1
- Haydar Işık (1937–2021), Roman- und Sachbuchautor 1
- Galip İyitanır (* 1950), Filmautor
- Mete İzgi (* 1963), Roman- und Theaterautor

### K
- Hülya Kandemir (* 1975), Liedtexterin, Buchautorin
- Güzin Kar (* 1967), Filmautorin, Kolumnistin
- Yadé Kara (* 1965), Romanautorin
- Yasemin Karakaşoğlu (* 1965), Sachbuchautorin
- Reşat Karakuyu (* 1928), Romancier
- Berkan Karpat (* 1965), Dramatiker
- Nazmi Kavasoğlu (* 1945), Publizist, Kinderbuchautor
- Ibrahim Kaya (* 1966), Lyriker, Prosaist, Übersetzer
- Murat Kaya (* 1971), Comicautor
- Nuesret Kaymak (* 1967), Sachbuchautor, Kinder- und Jugendbuchautor, Satiriker
- Gültekin Kaynak, Liedtexter, Lyriker, Kinderbuchautor
- Necla Kelek (* 1957), Lyrikerin, Erzählerin, Roman- und Sachbuchautorin
- Betül Kelez (* 1993), Autorin, Lyrikerin
- Döndü Kılıç (* 1976), Dokumentarfilmautorin
- Erden Kıral (1942–2022), Filmautor
- Tezer (Özlü) Kiral (1943–1986), Erzählerin, Romanautorin, literarische Übersetzerin
- Mely Kiyak (* 1976), Publizistin
- Hürü Meryem Kök (* 1969), Featureautorin
- Ali Köken (* 1967), Film- und Theaterautor, Schattenspieler
- Adnan G. Köse (* 1966), Film- und Theaterautor
- Nursel Köse (* 1961), Kabaretttexterin, Hörspielautorin, Lyrikerin
- Tizia Koese (* 1963), Romanautorin
- Gülbahar Kültür (* 1965), Lyrikerin, Erzählerin, Romanautorin, literarische Übersetzerin 1
- Tunçay Kulaoğlu (* 1966), Publizist, Film- und Theaterautor
- Kemal Kurt (1947–2002), Kinderbuchautor, Erzähler, Lyriker, Essayist
- Şeyda Kurt (* 1992), Journalistin, Kolumnistin, Buchautorin, Kuratorin, Moderatorin
- Serkal Kus (* 1976), Drehbuchautor
- Hussi Kutlucan (* 1962), Filmautor

### L
- Nuray Lale (* 1962), Romanautorin, literarische Übersetzerin 1

### M
- Sema Meray (* 1960), Theaterautorin
- Erdal Merdan (1949–2010), Theater- und Hörspielautor
- Hakan Savaş Mican (* 1978), Theaterautor
- Denis Moschitto (* 1977), Computerszene-Literat

### O
- Avni Odabaşı (* 1957), Karikaturist 1
- Muhsin Omurca (* 1959), Kabaretttexter, Cartoonist
- Eren Önsöz (* 1972), Rundfunk- und Filmautorin
- Aras Ören (* 1939), Romancier, Erzähler, Dramatiker 2
- Aysel Özakin (* 1942), Romanautorin, Erzählerin, Lyrikerin 1
- Baydar Özcan (* 1950), Dichter
- Celal Özcan (* 1954), Journalist, Publizist, Kolumnist, Sprachführer
- Ertekin Özcan (1946–2023), Lyriker, Sachbuchautor
- Emine Sevgi Özdamar (* 1946), Romanautorin, Erzählerin, Dramatikerin
- A. Kadir Özdemir (* 1977), Sachbuch- und Romanautor
- Cem Özdemir (* 1965), Sachbuchautor, pädagogische Schriften
- Hasan Özdemir (* 1963), Lyriker, Erzähler
- Ali Özgür Özdil (* 1969), Sachbuchautor
- Selim Özdoğan (* 1971), Erzähler, Romanautor
- Tuncay Özer (* 1968), Lyriker, literarischer Übersetzer
- Cem Özgönül (* 1972), Sachbuchautor
- Hülya Özkan (* 1956), Journalistin, Kriminalschriftstellerin
- Sami Özkara (* 1940), Roman- und Sachbuchautor
- Acem Özler (* 1959), Prosaist, literarischer Übersetzer
- Tezer Özlü (Kiral) (1943–1986), Erzählerin, Romanautorin, literarische Übersetzerin

### P
- Kerim Pamuk (* 1970), Satiriker, Kabaretttexter, Drehbuchautor
- Sedat Pamuk (* 1952), Kabaretttexter, Theaterautor
- Yüksel Pazarkaya (* 1940), Lyriker, Erzähler, Dramatiker, literarischer Übersetzer
- Filiz Penzkofer (* 1985), Erzählerin, Hörfunkautorin
- Akif Pirinçci (* 1959), Romanautor
- Ayşe Polat (* 1970), Filmautorin
- Sema Poyraz (* 1950), Filmautorin

### S
- Alpan Sagsöz (* 1973), Romanautor
- Hale Şahin (* 1978), Sachbuchautorin, Psychologin
- Necati Şahin (* 1955), Kindertheaterautor
- Nuray Şahin (* 1974), Filmautorin
- Reyhan Şahin (* 1980), Autorin, Linguistin, Rapperin
- Cemil Şahinöz (* 1981), Fachbuchautor
- Ayhan Salar (* 1967), Filmautor
- Şener Saltürk (* 1974), Short-Story-Autor, Romancier
- Yasemin Şamdereli (* 1973), Filmautorin
- Nesrin Şamdereli (* 1979), Filmautorin, Hörspielautorin
- Fethi Savaşçı (1930–1989), Erzähler, Lyriker, Romanautor 2
- Saliha Scheinhardt (* 1946), Romanautorin, Erzählerin
- Suzan Şekerci (* 1976), Filmautorin
- Deniz Selek (* 1967), Jugendbuchautorin, Buchillustratorin
- Evrim Sen (* 1975), Computerszeneliterat, Hörspielautor
- Gök Senin (* 1966), Krimiautor
- Faruk Şen (1948–2025), Sachbücher
- Gönül Sen-Menzel (1949–2014), Kinderbuchautorin, Künstlerin
- Zafer Şenocak (* 1961), Lyriker, Essayist, Publizist
- Mehmet Ilhami Sezen (* 1934), Künstler, Buchautor
- Hilal Sezgin (* 1970), Romanautorin, Feuilletonistin
- Aslı Sevindim (* 1973), Journalistin, Erzählerin
- Hüseyin Şimşek (* 1962), Lyriker, Romanautor, Journalist 2
- Yücel Sivri (* 1961), Germanist, Essayist, Lyriker, Texter, literarischer Übersetzer, Herausgeber, Journalist
- Serdar Somuncu (* 1968), Kabaretttexter, Satiriker
- Sargut Şölçün (1947–2012), Sachbuchautor, Literaturwissenschaftler
- Sevgi Soysal (1936–1976), Romanautorin
- Kadir Sözen (* 1964), Filmautor, Hörspielautor
- Kundeyt Şurdum (1937–2016), Lyriker
- Sefa İnci Suvak, Hörfunkautorin

### T
- Ahmet Taş, Filmautor
- Leyla Taşdelen (* 1964), Lyrikerin
- Nilgün Taşman (* 1968), Autorin und Theatermacherin
- Kamil Taylan (* 1950), Krimi- und Jugendbuchautor, Publizist
- Mehmet Tekerek (* 1956), Kurzgeschichten und Gedichte
- Alev Tekinay (* 1951), Romanautorin, Erzählerin, Kinder- und Jugendbuchautorin
- Nazif Telek (1957–2007), Prosaist, Lyriker, Journalist, Kinder- und Jugendbuchautor
- Sabriye Tenberken (* 1970), Sachautorin, Erfahrungsberichte
- Sibel Susann Teoman (* 1975), Romanautorin, Erzählerin
- Murat Topal (* 1975), Kabaretttexter
- Ahmet Toprak (* 1970), Sachbuchautor, Pädagogische Schriften
- Menekşe Toprak (* 1970), Erzählerin, literarische Übersetzerin
- Arzu Toker (* 1952), Erzählerin, Publizistin
- Su Turhan (* 1966), Romancier, Filmautor

### U
- Şadi Üçüncü (1948–2004), Lyriker, Sachbuchautor
- Meray Ülgen (* 1941), Theaterautor, Karikaturist
- Hüdai Ülker (* 1951), Romanautor, Erzähler 1
- Halit Ünal (* 1951), Erzähler, Lyriker
- Mehmet Ünal (* 1951), Journalist, Erzähler, Texter eigener Fotobände
- İdil Üner (* 1971), Filmautorin
- Cem Sultan Ungan (* 1967), Theaterautor
- Özgür Uludağ (* 1976), Journalist, Autor, Dokumentarfilmer

### Y
- Kemal Yalçın (* 1952), Erzähler, Lyriker 1
- Nevzat Yalçın (1926–2012), Lyriker, Essayist, Erzähler 1
- Atilla Yakut (* 1945), Fachautor
- Kaya Yanar (* 1973), Comedy-Autor
- Deniz Yücel (* 1973), Journalist und Satiriker
- Yüksel Yavuz (* 1964), Filmautor
- Karaman Yavuz (* 1958), Filmautor
- Karin Emine Yeşilada (* 1965), Literaturkritikerin
- Yusuf Yeşilöz (* 1964), Erzähler, Romancier, autobiografische Werke, Filmautor
- Erol Yesilkaya (* 1976), Drehbuchautor
- Erol Yıldırım (* 1944), Lyriker, Prosaist 1
- Özgür Yıldırım (* 1979), Roman- und Filmautor
- Reyhan Yıldırım (* 1987), Mangazeichnerin und -autorin
- Şerafettin Yıldız (* 1953), Lyriker, Erzähler, Romancier, Kinderbuchautor 1
- Barbara Yurtdaş (* 1937), Erzählerin, Romanautorin, Lyrikerin

### Z
- Feridun Zaimoglu (* 1964), Romancier, Erzähler, Dramatiker, Drehbuchautor
- Dilek Zaptçıoğlu (* 1960), Journalistin, Romanautorin

## Türkischsprachige Autoren
- Mehmet Adil Cukaz, Journalist, Kolumnist, Übersetzer
- Altan Apaydın, Sachbuchautor
- Orhan Asena, Romancier
- Ali Arslan (* 1947), Lyriker, Erzähler, Romancier  4
- Vehbi Bardakçı (* 1956), Erzähler, Romancier
- Ali Asker Barut (* 1964), Lyriker
- Ataol Behramoğlu (* 1942), Lyriker
- Adnan Binyazar (* 1934), Nacherzähler
- Ayhan Can (* 1937), Lyriker
- Mehmet Canbolat, Journalist, Sachbuchautor, Satiriker, Verleger
- Bülent Cetiner, Erzähler
- Hasan Çiftçi; Autor, Maler, Psychologe
- Cumali Çorbaci, Lyriker  4
- Şakir Doğan, Erzähler, Lyriker
- Asena Görkem, Lyrikerin  4
- Aslan Günay, Journalist, Sachbücher
- Nevin Güven, Lyrikerin  4
- Yakup İcik (* 1960), Lyriker
- Mehmet Bedri Kanok, Prosaist, Satiriker  4
- Murat Karaaslan (* 1955), Erzähler, Lyriker
- Ali Köken (* 1967), Erzähler, Lyriker
- Yaşar Miraç (* 1953), Lyriker und Prosaist
- Piyer Nerdenyan, Lyriker  4
- Nidâ Öz (* 1955), Dichter
- Gönül Özgül (* 1947), Romancier, Erzählerin, Jugendbuchautorin
- Başar Sabuncu (* 1943), Theaterautor
- Tekin Sönmez (* 1936), Romancier, Publizist
- Erol Yıldırım, Lyriker, Erzähler (1944)
- Bekir Yıldız (1933–1998), Erzähler
- Sinan Yılmaz, Lyriker  4

## Autobiographien, Erlebnisberichte
In den letzten Jahren haben auch Migranten aus den Bereichen Kultur, Wirtschaft, Politik und Zeitgeschichte biografische Werke veröffentlicht, so Nazan Eckes, Mehmet Daimagüler, Cem Gülay, Vural Öger, Kemal Şahin und Murat Kurnaz. Zu den autobiographischen Werken gehören auch teilweise unter Pseudonym erscheinende und von Ghostwritern geschriebene Erlebnisberichte von außerhalb dieser Werke nicht bekannten Personen wie Hülya Kalkan, Devrim Kaya, Inci Y. oder Ayse. Zuletzt veröffentlichte Murat Kurnaz ein beachtetes autobiografisches Werk.

## Deutschstämmige, türkische und andere Autoren
Will man deutsch-türkische Literatur als Literatur einer deutsch-türkischen Kultursynthese beschreiben, lassen sich ihr auch deutsche Autoren ohne türkische Wurzeln bzw. ihre Werke zuordnen: Ganz unten (1985) von Günter Wallraff wurde zum ersten stark von der deutschen Öffentlichkeit beachteten Versuch eines deutschstämmigen Autoren aus deutsch-türkischer Sicht heraus zu schreiben und hat damit eine Art Vorreiterstellung inne. Es folgen Autoren wie Jakob Arjouni, dessen Hauptwerk die Kayankaya-Reihe ist, oder Raul Zelik. Während die Unternehmungen dieser Schriftsteller aus dem Blickwinkel einer interkulturellen Literaturwissenschaft zum Teil äußerst kritisch gesehen werden, galt zumindest der Roman Selim oder die Gabe der Rede (1990) des nichttürkischen Autors Sten Nadolny noch bis zum Ausgang des 20. Jahrhunderts sogar als die wertvollste Deutschtürken-Darstellung in der deutschen Literatur. Auch Thorsten Becker wird inzwischen eine deutsch-türkische Erzählhaltung nachgesagt. Einige dieser Autoren haben oder hatten zumindest zeitweise ein deutsch-türkisch geprägtes Lebensumfeld oder türkischstämmige Lebenspartner. Eine Schriftstellerin, die vor den ersten Autoren türkischer Abstammung Elemente türkischer und deutscher Sprache in ihrer Erzählsprache miteinander vereinigte war die Märchenerzählerin Elsa Sophia von Kamphoevener (An Nachtfeuern der Karawan-Serail).
Auf der anderen Seite werden bisweilen auch Werke türkischer Autoren – wie z. B. Almanya Almanya von Nevzat Üstün oder diverse Texte der Schriftstellerin und Brecht-Übersetzerin Adalet Ağaoğlu oder auch der in Deutschland produzierte Film Lola und Bilidikid (1997) von Kutluğ Ataman – der deutsch-türkischen Literatur zugerechnet, wie auch Werke von Autoren dritter Nationalitäten (z. B. das türkische Gastarbeiter-Monodrama Barfuß Nacht Herz in der Hand (1995) des iranischen Dramatikers Ali Jalaly). Auch der Roman Schnee des türkischen Nobelpreisträgers Orhan Pamuk hat einen deutsch-türkischen Protagonisten. Ein Autor wie Bekir Yıldız, der nach nur kurzer Tätigkeit als Gastarbeiter in Deutschland die gemachten Erfahrungen ebenfalls früh literarisch verarbeitete, blieb sogar sein Leben lang dieser Thematik verpflichtet.
Kaum hier einordnen hingegen kann man die Werke deutschstämmiger Autoren, die mit ihrer Deutschtürkendarstellung ausschließlich eine deutsche Zielgruppe amüsieren wollen, womöglich sogar durch die veralbernde Darstellung unzureichender Sprachkenntnisse oder das Bedienen sonstiger Klischees (solche Dinge sind Wallraff freilich auch unterlaufen, jedoch war zumindest die dahinterstehende Absicht eine andere). Besonders bekannt wurde in diesem Zusammenhang das Komikerduo Erkan und Stefan.

## Weiterführende Literatur
- Irmgard Ackermann (Hrsg.): Türken deutscher Sprache. Berichte, Erzählungen, Gedichte. Dtv, München 1984, ISBN 3-423-10311-6.
- Maria Brunner: Migration ist eine Hinreise. Es gibt kein „Zuhause“ zu dem man zurück kann. Der Migrationsdiskurs deutsch-türkischer Autor/inne/en der neunziger Jahre. In: Manfred Durzak und Nilüfer Kuruyazycy (Hrsg.): Die andere deutsche Literatur. Istanbuler Vorträge. Königshausen & Neumann, Würzburg 2004, S. 71–91, ISBN 3-8260-2839-2 (Anlass für die Entstehung dieses Bandes war das im März 2003 an der Universität Istanbul veranstaltete Symposion mit dem Titel „Grenzüberschreitungen“).
- Tayfun Demir (Hrsg.): Türkischdeutsche Literatur. Chronik literarischer Wanderungen. Dialog Edition, Duisburg 2008, ISBN 978-3-9812594-1-4.
- Wolfgang Riemann: Über das Leben in Bitterland. Bibliographie zur türkischen Deutschland-Literatur und zur türkischen Literatur in Deutschland. Harrassowitz, Wiesbaden 1990, ISBN 3-447-03070-4.